# Ел Сид
Родриго Диас де Вивар, наричан Ел Сид (около 1043 – 1099) е кастилски благородник и военачалник в средновековна Испания. Наречен е El Cid (Господарят, от арабското as-sayyid, sayyid - "господар", "главатар", "вожд") от маврите и El Campeador (от лат. campio - "борба", "двубой", в този смисъл "борецът" или "победителят", или "шампионът") от християните. Той е реално съществувал човек, превърнал се в легендарен национален герой на Кастилия. Роден е в град Вивар, близо до Бургос. Известен е като герой на предания, поеми като Песен за Сид (Cantar de mío Cid), романси и драми, прославящи битките с маврите по време на Реконкистата. Завоювал е Валенсия през 1094 г. и пет години е бил неин владетел.